# Abraham Bloemaert
Abraham Bloemaert (Gorinchem, 25 de desembre de 1566 - Utrecht, 27 de gener de 1651) fou un pintor i gravador neerlandès, que va pertànyer a l'Edat d'Or holandesa. És el més famós de la família d'artistes Bloemaert.

## Biografia
Bloemaert era fill de Cornelis Bloemaert, pintor, escultor i arquitecte. Es va traslladar amb la seva família a Utrecht el 1575, on Abraham va ser primer alumne de Gerrit Splinter (alumne de Frans Floris) i de Joos de Beer, als tallers dels quals va treballar. Als setze anys va marxar a París, on va estar tres anys; allà va estudiar amb diversos mestres, entre ells Jean Bassot. Va conèixer l'obra de Tussaint Dubreuil. Al seu retorn al seu país natal el 1583 va rebre més formació per part de Hieronymus Francken. Es considera, malgrat tot, que el pintor que veritablement l'influeix és Frans Floris de Vriendt, qui representa el manierisme holandès.
Cap a 1591 -1593, el seu pare Cornelis Bloemaert va marxar a Amsterdam, convertint-se en el mestre d'obres de la mencionada ciutat. Amb ell hi va anar Abraham on va sere pare de sis fills: Hendrick, Cornelis, Judith, Hug, Adriaan i Frederik. Tots, excepte Judith i Hug, es van convertir en pintors i/o gravadors.
Més tard es va establir de forma definitiva a Utrecht. Tenia instal·lat el seu taller a l'església del monestir de les clarisses. El 1611 apareix com a mestre del gremi de Sant Lluc de pintors d'Utrecht, fundat aquest mateix any per Paulus Moreelse i d'altres. Des d'aquesta data fins al 1628 va ser inspector del gremi i, es va convertir en degà l'any 1618.
A causa del seu prestigi i longevitat, va tenir múltiples deixebles i aprenents. Entre els seus alumnes van estar els seus quatre fills, Hendrick, Frederik, Cornelius i Adriaan -tots els quals van aconseguir una reputació considerable com a pintors o gravadors-, així com els dos Honthorst, Ferdinand Bol, Jacob Gerritsz Cuyp, Cornelis van Poelenburch, Herman van Swanevelt, Wybrand de Gest,  Wouter Crabeth, Jan van Bijlert, Mathias Stomer, Jan Baptist Weenix, Hendrick ter Brugghen i Jan Both.

## La seva obra
És un pintor a cavall entre el manierisme del segle xvi i l'època de Rembrandt. Durant la major part de la seva carrera va cultivar un manierisme tardà, d'influència italiana. A partir de 1620, va evolucionar cap al naturalisme tenebrista de Caravaggio, però no de manera directa, ja que mai no va ser a Itàlia, sinó a través dels nomenats «caravagistas d'Utrecht». De tota manera, es va mantenir al marge de la lletjor d'altres tenebristes i realment no se'n va sortir d'un cert classicisme que recorda Annibale Carracci i la seva família.
Va destacar més com a colorista, que com a dibuixant, a tots els gèneres de la pintura: temes històrics i al·legòrics dramàtics i plens de figures, natures mortes, retrats, pintures d'animals i de flors. Pel que fa al paisatge, a més a més de pintar quadres bucòlics, amb pastors i cabanyes, va revestir sempre gran importància a la resta de les seves composicions, i ho va representar amb un gran naturalisme. Són els seus paisatges el que més va influir en pintors posteriors, en particular a través de la publicació del Tekenboek, un llibre de dibuixos seus reproduïts en gravats pel seu fill Frederick. D'aquest llibre, l'edició considerada millor es va produir quasi un segle més tard, el 1740.
|  |  |